# كأس العالم للشطرنج للسيدات 2025
كأس العالم للشطرنج للسيدات 2025 هي بطولة شطرنج إقصائية واحدة قادمة، وهي النسخة الثالثة من كأس العالم للشطرنج للسيدات، والتي ستقام في باتومي، جورجيا، في الفترة من 5 يوليو إلى 29 يوليو 2025.  ستقام البطولة بالتوازي مع كأس العالم للشطرنج 2025م.

## الشكل
تتكون البطولة من سبع جولات بنظام خروج المغلوب، حيث يتم إعفاء المصنفين الـ25 الأوائل من المشاركة مباشرة في الجولة الثانية. وسيلعب الخاسران في الدور نصف النهائي مباراة من أجل تحديد صاحب المركز الثالث.
وتتكون كل جولة من الجولات السبع من ألعاب زمنية كلاسيكية في اليومين الأولين، بالإضافة إلى مباريات كسر التعادل في اليوم الثالث إذا لزم الأمر. وستكون الحدود الزمنية على النحو التالي:

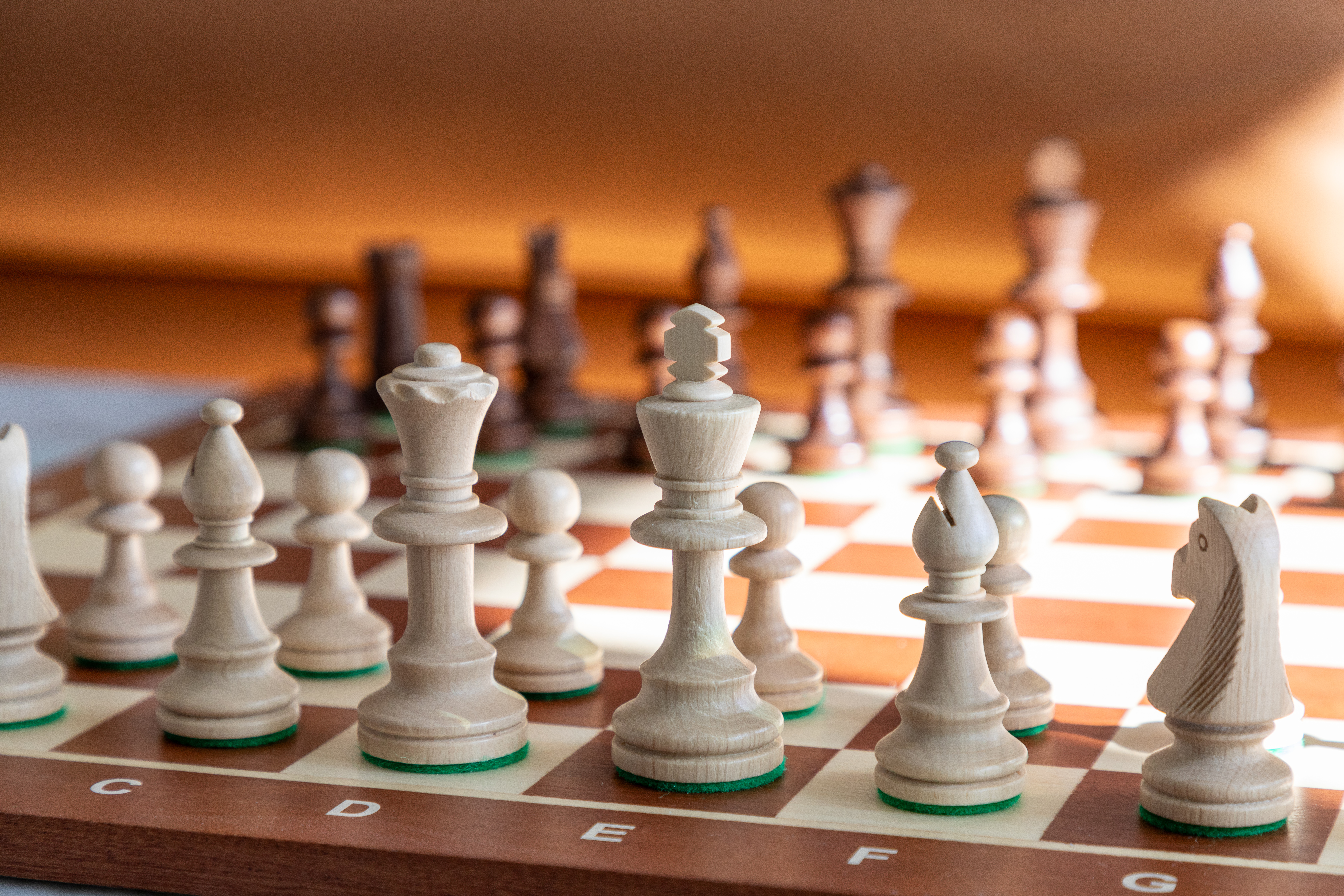

- لعبتان كلاسيكيتان محددتان زمنياً: 90 دقيقة، بالإضافة إلى زيادة قدرها 30 دقيقة على الحركة 40، بالإضافة إلى زيادة قدرها 30 ثانية لكل حركة من الحركة 1، لكل لاعب.
- إذا انتهت المباراة بالتعادل بعد المباريات الكلاسيكية، يلعب اللاعبون مباراتين سريعتين للشطرنج ، لمدة 25 دقيقة بالإضافة إلى زيادة قدرها 10 ثوانٍ لكل نقلة، لكل لاعب.
- إذا ظلت المباراة متعادلة، فسيلعب اللاعبون مباراتين سريعتين أخريين للشطرنج، لمدة 10 دقائق بالإضافة إلى زيادة قدرها 10 ثوانٍ لكل نقلة، لكل لاعب.
- إذا ظلت المباراة متعادلة، فسيلعب اللاعبون مباراتين خاطفتين ، لمدة 5 دقائق بالإضافة إلى زيادة قدرها 3 ثوانٍ لكل نقلة، لكل لاعب.
- إذا استمرت المباراة بالتعادل، سيتم لعب لعبة خاطفة واحدة، مع 3 دقائق بالإضافة إلى زيادة ثانيتين لكل نقلة، لتحديد المباراة. سيتم تحديد اللاعب الذي يلعب باللون الأبيض من خلال القرعة. في حالة التعادل، سيقوم اللاعبون بتبديل الألوان واللعب مرة أخرى، حتى يتم الحصول على نتيجة حاسمة.